# Roxy & Elsewhere
Roxy & Elsewhere è un album live di Frank Zappa (complessivamente il suo diciottesimo) e del suo gruppo, The Mothers of Invention, pubblicato nel 1974.

## Il disco
L'album fu ricavato dalle registrazioni di alcune esibizioni live effettuate da Zappa e la sua band tra la fine del 1973 e l'inizio del 1974, soprattutto dalle performance fatte al locale "Roxy" di Los Angeles (come chiarisce il titolo dell'opera) nei giorni 10, 11 e 12 dicembre 1973. Il materiale derivante dall'esibizione al Roxy venne in seguito fatto oggetto di sovraincisioni varie in studio, mentre le tracce registrate "Elsewhere" ("altrove"), Son of Orange County e More Trouble Every Day, furono registrate l'8 maggio 1974 all'Edinboro State College di Edinboro, Pennsylvania (e parti di Son of Orange County l'11 maggio 1974 all'Auditorium Theatre di Chicago, Illinois) e non contengono manipolazioni postume di sorta.
Nella sua versione originale l'album era un doppio vinile poi condensato in un unico disco al momento della sua pubblicazione in versione CD.

### Descrizione dei brani
L'album viene considerato una delle registrazioni dal vivo che meglio rappresentano l'incarnazione più celebre delle Mothers. Contiene svariati brani strumentali come Echidna's Arf (Of You), Don't You Ever Wash That Thing?, e il tema Be-Bop Tango (of the Old Jazzmen's Church). Inoltre il disco vede la presenza di Cheepnis, l'omaggio di Zappa ai "monster movie" a basso budget, e rifacimenti di vecchie canzoni come More Trouble Every Day e Son of Orange County. Village of the Sun parla del Sun Village, in California, una zona periferica situata vicino a Palmdale, e inoltre fa riferimento a Lancaster, città gemella di Palmdale e dove Zappa abitò in gioventù con la famiglia.
La traccia iniziale, Penguin in Bondage mette in ridicolo varie pratiche di sesso bizzarro ed è il risultato dell'unione di due esecuzioni avvenute durante le date al Roxy e a Chicago. L'assolo di chitarra presente in Son of Orange County è uno dei pochi di Zappa creato in postproduzione giuntando insieme spezzoni tratti da più di un concerto.
Alcuni dei brani non utilizzati provenienti dai concerti al Roxy sono circolati in registrazioni bootleg di vario genere, come anche lo show di Edinboro nella sua interezza. Altre tracce furono pubblicate nei volumi 1 & 3 della serie You Can't Do That On Stage Anymore. Nei nastri è possibile udire Zappa mentre accenna all'idea di realizzare un film dalle esibizioni da trasmettersi "potenzialmente" in televisione, invitando anche il pubblico a non sentirsi intimidito dalle telecamere. Il concerto venne infatti filmato quasi per intero, ma non uscì mai in tv né altrove.

### DVD inedito
Alla fine degli anni novanta, circolò un trailer ufficiale della durata di tre minuti che preannunciava l'uscita nel nuovo millennio del DVD relativo ai concerti al Roxy, con materiale tratto da tutti e tre i concerti. Il trailer venne successivamente incluso come bonus extra nella versione DVD del film Baby Snakes.
Joe Travers ha dichiarato che il materiale video "giace negli archivi, in attesa di un budget adeguato per la pubblicazione". Aggiungendo: «I negativi del film furono trasferiti dallo stesso Frank Zappa negli anni ottanta utilizzando la tecnologia all'epoca disponibile. Quello che vogliamo fare adesso è tornare indietro ai negativi originali e ritrasferirli in alta definizione per poi creare un missaggio audio 5.1 dai nastri master. Una volta fatto ciò, bisognerà poi passare al montaggio. Mettere insieme il programma, le varie inquadrature, cosa mostrare e da quale angolazione, e se includere materiale video da uno solo o da tutti e tre gli show. Non ho idea di cosa Dweezil e Gail vogliano fare. Si tratta di roba grandiosa, ma il processo di produzione costerà un sacco di soldi e prenderà parecchio tempo». Esecuzioni di due canzoni tratte dal filmato inedito (Montana e Dupree's Paradise) sono state messe in onda sul canale tematico Zappa Plays Zappa nel 2006.
Il video di Montana è stato incluso come extra nel DVD Classic Albums: Apostrophe(')/Over-Nite Sensation, pubblicato il 1º maggio 2007.

## Tracce
1. Penguin in Bondage – 6:48
2. Pygmy Twylyte – 2:13
3. Dummy Up – 6:02
4. Village of the Sun – 4:17
5. Echidna's Arf (Of You) – 3:52
6. Don't You Ever Wash That Thing? – 9:40
7. Cheepnis – 6:33
8. Son of Orange County – 5:53
9. More Trouble Every Day – 6:00
10. Be-Bop Tango (Of the Old Jazzmen's Church) – 16:41

## Formazione
- Frank Zappa - chitarra, voce
- George Duke - tastiere, sintetizzatore, voce
- Tom Fowler - basso
- Ruth Underwood - percussioni
- Jeff Simmons - chitarra, voce
- Don Preston - sintetizzatore
- Bruce Fowler - trombone
- Walt Fowler - tromba
- Napoleon Murphy Brock - sax tenore, flauto, voce
- Ralph Humphrey - batteria
- Chester Thompson - batteria